# Figueira Champions Classic 2024
La Figueira Champions Classic 2024, seconda edizione della corsa e valevole come seconda prova dell'UCI ProSeries 2024 categoria 1.Pro, si svolse il 10 febbraio 2024 su un percorso di 192,4 km, con partenza da São Pedro e arrivo a Figueira da Foz, in Portogallo. La vittoria fu appannaggio del belga Remco Evenepoel, il quale completò il percorso in 4h42'25", alla media di 40,876 km/h, precedendo il connazionale Vito Braet e l'italiano Simone Velasco.
Sul traguardo di Figueira da Foz 104 ciclisti, dei 155 partiti da São Pedro, portarono a termine la competizione.

## Squadre e corridori partecipanti
| N.      | Cod. | Squadra                   |
| ------- | ---- | ------------------------- |
| 1-7     | SOQ  | Soudal Quick-Step         |
| 11-17   | UAD  | UAE Team Emirates         |
| 21-26   | LTK  | Lidl-Trek                 |
| 31-37   | ADC  | Alpecin-Deceuninck        |
| 41-47   | EFE  | EF Education-EasyPost     |
| 51-57   | MOV  | Movistar Team             |
| 61-67   | IWA  | Intermarché-Wanty         |
| 71-77   | DFP  | Team DSM-Firmenich PostNL |
| 81-87   | ARK  | Arkéa-B&B Hotels          |
| 91-97   | AST  | Astana Qazaqstan Team     |
| 101-107 | TUD  | Tudor Pro Cycling Team    |
| 111-117 | CJR  | Caja Rural-Seguros RGA    |

| N.      | Cod. | Squadra                               |
| ------- | ---- | ------------------------------------- |
| 121-126 | EKP  | Equipo Kern Pharma                    |
| 131-137 | EUS  | Euskaltel-Euskadi                     |
| 141-146 | SAT  | Sabgal-Anicolor                       |
| 151-157 | EFL  | Efapel Cycling                        |
| 161-167 | CDF  | ABTF Betão-Feirense                   |
| 171-177 | TAV  | Tavfer-Ovos Matinados-Mortágua        |
| 181-187 | KSU  | Kelly Simoldes UDO                    |
| 191-197 | ATF  | AP Hotels & Resorts-Tavira-SC Farense |
| 201-207 | LAA  | Credibom-LA Alumínios-Marcos Car      |
| 211-217 | ALL  | Aviludo-Louletano-Loulé Concelho      |
| 221-227 | RPB  | Rádio Popular-Paredes-Boavista        |

## Ordine d'arrivo (Top 10)
| Pos. | Corridore           | Squadra     | Tempo    |
| ---- | ------------------- | ----------- | -------- |
| 1    | Remco Evenepoel     | Soudal      | 4h42'25" |
| 2    | Vito Braet          | Intermarché | a 1'48"  |
| 3    | Simone Velasco      | Astana      | s.t.     |
| 4    | Lars Boven          | Alpecin     | s.t.     |
| 5    | Marius Mayrhofer    | Tudor       | s.t.     |
| 6    | Marc Hirschi        | UAE         | s.t.     |
| 7    | Marijn van den Berg | EF          | s.t.     |
| 8    | Christian Scaroni   | Astana      | s.t.     |
| 9    | Ruben Guerreiro     | Movistar    | s.t.     |
| 10   | Pelayo Sánchez      | Movistar    | s.t.     |